# Angel – Ein Leben wie im Traum
Angel – Ein Leben wie im Traum (Originaltitel: Angel) ist ein Kinofilm des Regisseurs François Ozon aus dem Jahr 2007. Das Drehbuch schrieben Martin Crimp und Ozon selbst nach dem gleichnamigen Roman von Elizabeth Taylor (1957), der sich seinerseits an der Biografie von Marie Corelli orientierte. Ozon gab an, dass er Elemente aus den Melodramen Douglas Sirks und aus Gigi verwendet und die Hauptfigur nach Vom Winde verweht gestaltet hat.

## Handlung
Die siebzehnjährige Angel, Tochter einer Gemüsehändlerin, lebt in bescheidenen Verhältnissen in einer englischen Kleinstadt. Sie träumt von einer Karriere als Schriftstellerin. Von ihrer gesamten Umgebung wird sie deshalb nur belächelt. Ihren ersten, leicht schwülstig-überladenen Roman schickt sie an verschiedene Verlage. Er wird tatsächlich angenommen, publiziert und ein Riesenerfolg, der sie zu einer reichen Frau macht.
Sie verlässt den Ort und wird erfolgreiche Schriftstellerin in London. Sie kauft sich ein Schloss („Paradise House“) und lebt dort in überladenem Stil, so wie sie sich das Leben einer Aristokratin vorstellt, zusammen mit ihrer Mutter und ihrer Verehrerin und Vertrauten Nora. Auf einer Buchpräsentation ihres Romans hatte sie deren Bruder, den expressionistischen Maler Esmé, kennengelernt und sich in ihn verliebt. Nach der Hochzeit treten in der Beziehung des Paares unterschiedliche Auffassungen über das Leben und die Kunst zu Tage, die geschönte Scheinwelt und kitschige Kunst Angels einerseits und wahre Kunst und reales Leben bei Esmé andererseits.
Als 1914 der Erste Weltkrieg beginnt, kommt es zu einem heftigen Streit zwischen Angel und Esmé, da sich Angel der Realität des Krieges verweigert und weiterhin in ihrer Scheinwelt leben will, während Esmé sich freiwillig an die Front meldet. Ihre nunmehr pazifistisch motivierten Romane finden keinen Anklang beim kriegsbegeisterten Publikum mehr. Angel lebt in ihrem Schloss isoliert, bis Esmé als Invalide aus dem Krieg zurückkehrt. Während mehrerer, vor Angel verschwiegener Fronturlaube hatte er eine Affäre mit der Tochter der früheren Schlossbesitzerin, die später ein Kind von ihm bekommt. Durch die Invalidität wird Esmé depressiv und begeht Selbstmord. In einem Interview verdreht und verleugnet sie die Realität und deutet sie um wie in einem ihrer Kitschromane. Sie findet zufällig den Abschiedsbrief der Geliebten Esmés. Von Angel zur Rede gestellt, bestätigt Nora die Beziehung Esmés zu der anderen Frau. Bei einem Besuch bei ihr wird sie mit einer vitalen, modernen Frau konfrontiert, während Angel selbst immer noch in ihrer Phantasiewelt einer Belle Époque lebt. Vereinsamt und ohne sinnvolle Aufgabe stirbt sie in Fieberfantasien. Nora ist die Nachlassverwalterin.

## Produktion
Esmés Bilder wurden von Gilbert Pignol gemalt. Die Musik komponierte Philippe Rombi, der inzwischen für zwölf Filme Ozons die Musik komponierte hat und für Angel eine Nominierung für den International Film Music Critics Award (IFMCA) erhielt.
Drehort war die Abbaye de Bois-Seigneur-Isaac in Braine-l’Alleud (Belgien).

## Schwerpunkte der Kritik
Die deutschsprachige Kritik begegnete Ozons Film mit gemischten, ins Negative tendierenden Urteilen. Er nehme Partei für den schlechten Geschmack; „die angemessene Bildsprache eines Films über Angel Deverell ist nun mal die des Groschenromans“. Ozon zeige einerseits die verführerische, schöne Seite von Angels hermetischer Vorstellungswelt, zugleich aber auch deren egozentrische Naivität. Man sei hin- und hergerissen bei dieser Gratwanderung zwischen einem Melodrama voll übergroßer Gefühle und der geschmacklosen Genre-Travestie. Ein Vorwurf lautet, Ozon wolle den Kitsch seiner Figur nicht nur „ironisch bloßstellen, er will ihn zugleich zelebrieren“. Die Hauptfigur unterwerfe mit unbändigem Willen die Wirklichkeit ihrem Traum, was zwei Kritiker an einen deutschen Bundeskanzler erinnerte: „Ich will hier rein! Die klassische Gerhard-Schröder-Szene. Und natürlich wird man Kanzler auf dieser Welt, wenn man es will. Oder Schriftstellerin.“
Mehrfach heißt es, dass der enorme Aufwand bei der Dekoration und anderen Äußerlichkeiten in keinem Verhältnis zum erzählten Inhalt stehe und den Film dominiere, der so reine Oberfläche bleibe. Er zitiere zu viele Melodramen der 1950er-Jahre, gerate so zu einer billigen Nachahmung früherer Filmstile ohne eigenen Witz und Charme. Das Zitieren älterer Filmästhetik allein verleihe dem Film noch kein Leben; jede Pilcher-Verfilmung bewege ihr Publikum stärker. Eine wohlwollende Kritik entdeckt, dass hinter den großen Gefühlen eine durchdachte Gesellschaftsanalyse stehe: „Nur Filme wie dieser können gleichzeitig träumen und denken.“ Andernorts wird dem Werk zugestanden, er sei lustig durch seinen völligen Ernst oder von leiser Ironie. Dem halten andere Kritiken entgegen, er reiße sein Publikum nicht mit, weil er intellektuell zu bewusst und die Hauptfigur zu plakativ sei; dieser Inhalt trage nicht über zwei Stunden, und ein echter dramatischer Konflikt fehle. Gegen Ende machten sich Längen bemerkbar.
Über die darstellerischen Leistungen ist man sich uneinig. Romola Garai verleihe der Figur eine „unwiderstehliche Arroganz“; ihre Leistung sei respektabel, obwohl sie teilweise überfordert scheine; sie spiele kraftvoll, aber die Figur wecke keine emotionale Teilnahme; sie habe kaum Charisma. Sie und Fassbender, Neill and Rampling spielten desinteressiert, so dass auch beim Zuschauer kein Interesse aufkomme; einzig Rampling bringe Wärme in ihre kleine Rolle.

### Gespräche mit François Ozon
- Die Träume bringen einen um. In: Berliner Zeitung,  8. August 2007, S. 27
- Ich liebe Monster. In: Der Tagesspiegel, 9. August 2007, S. 29

### Kritikenspiegel
Positiv
- Der Tagesspiegel, 9. August 2007, S. 29, von Kerstin Decker („ein ganz außerordentlicher, ein wunderbarer Film“; Ozon findet geeignete Form, um Kitsch komisch darzustellen; etwas zu lang)

Eher positiv
- Cinema Nr. 8/2007 (halb erhobener Daumen, formvollendet ausgewogen zwischen entlarvender Ironie und tiefer Tragik)
- Frankfurter Rundschau, 9. August 2007, S. 37, von Heike Kühn (Film funktioniert emotional wie intellektuell als soziale Studie)

Gemischt
- epd Film August 2007, S. 50–51 (melodramatische Inszenierung und prächtige Ausstattung als Vorteile, aber manieristischer Stil)
- Neue Zürcher Zeitung, 12. April 2007, S. 43, von Marli Feldvoß

Eher negativ
- film-dienst Nr. 16/2007, fd38263, S. 31, von Hans-Jörg Marsilius (oberflächlich und nicht mitreissend)

Negativ
- Focus, 6. August 2007, S. 52–53 (ausstattungsversessen, Hauptfigur ohne Ausstrahlung)
- Frankfurter Allgemeine Zeitung, 11. August 2007, S. 33, von Verena Lueken (Verriss)
- taz, 9. August 2007, S. 17, von Ines Kappert (zu gehaltsarm, verliert sich in Zitaten und Optik)
- Die Welt, 9. August 2007, S. 29, von Peter Zander („Schmalz“ unter Pilcher-Niveau, ohne Leben, lässt kalt)